# Déborah François

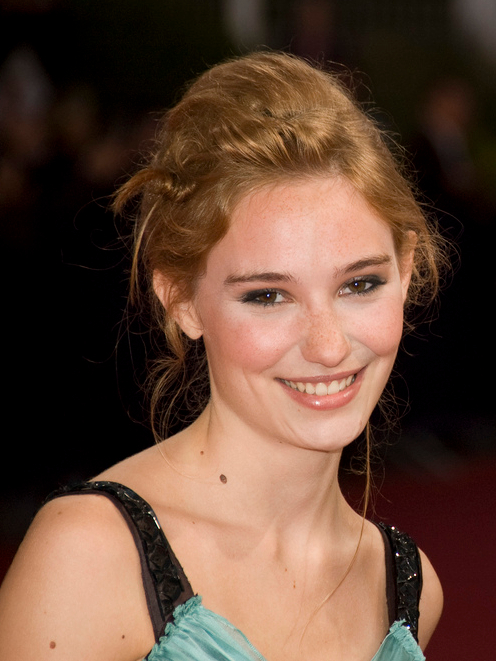
Déborah François auf dem Filmfestival von Deauville, 2009

Déborah François (* 24. Mai 1987 in Lüttich) ist eine belgische Schauspielerin.

## Biografie
Die Tochter eines Polizisten und einer Sozialarbeiterin kam als mittleres von drei Kindern zur Welt und wuchs im wallonischen Lüttich auf. Erstmals mit fünf Jahren kam François mit der Schauspielerei in Berührung, als sie auf der Bühne als Schneewittchen zu sehen war. Auf dem Gymnasium besuchte sie später Theaterkurse. Déborah François wurde 2005 von den beiden Regisseuren Jean-Pierre und Luc Dardenne entdeckt, die ihr die weibliche Hauptrolle in ihrem Spielfilm Das Kind anvertrauten. Das Sozialdrama, das unweit von François’ Heimatstadt in dem heruntergekommenen Industrieort Seraing spielt, stellt die Jugendlichen Bruno und Sonia in den Mittelpunkt, die von Sozialhilfe und Diebereien leben. Ein erstes Kind wird von Bruno für ein paar tausend Euro an Kinderhändler verkauft. Dieser Film feierte seine Premiere 2005 auf den Filmfestspielen von Cannes, wo er von der Kritik hochgelobt und mit der Goldenen Palme als bester Film ausgezeichnet wurde. Obwohl das Werk der Dardenne-Brüder den jungen belgischen Akteur Jérémie Renier in den Mittelpunkt stellt, fand ebenso François’ schauspielerische Leistung Berücksichtigung. Der Part der Sonia brachte ihr den Joseph-Plateau-Preis, das belgische Äquivalent zum Oscar, und eine Nominierung für den César als beste Nachwuchsdarstellerin ein.
Nach ihrem Debüt als Schauspielerin beendete Déborah François das Gymnasium und konnte mit ihrer zweiten Filmrolle in Denis Dercourts Thriller Das Mädchen, das die Seiten umblättert nahtlos an den vorangegangenen Erfolg anknüpfen. In dem Film mimt sie die kühle und berechnende Metzgertochter Mélanie, die Rache an der Bourgeoisie nimmt. Jahre zuvor glaubte das hoffnungsvolle Klaviertalent seine Karriere durch die Achtlosigkeit einer berühmten Pianistin und Juryvorsitzenden (gespielt von Catherine Frot) zerstört; nun übt sie Rache und dringt begünstigt durch einen Zufall zuerst als Kindermädchen und dann zusätzlich als Umblätterin unerkannt in die Familie der Pianistin ein. Für die Rolle der Mélanie studierte François unter anderem Joseph L. Mankiewicz’ Alles über Eva (1950), in dem Bette Davis und Anne Baxter als New Yorker Theaterschauspielerinnen um den Erfolg konkurrieren, Pier Paolo Pasolinis Teorema – Geometrie der Liebe und die Werke Claude Chabrols. Sie reduzierte ihre Mimik auf das Spiel mit Augen und Mund, was ihr die Gunst der internationalen Filmkritiker einbrachte, die sie für ihre Wandelbarkeit lobten und mit der jungen Catherine Deneuve in Roman Polańskis Ekel verglichen. Der Lohn für François, die ursprünglich Literaturlehrerin werden wollte, war 2007 erneut eine Nominierung für den César als beste Nachwuchsdarstellerin.
Nach Das Kind und Das Mädchen, das die Seiten umblättert war die Belgierin 2007 mit Hauptrollen im Kinofilm Les fourmis rouges und in der Fernsehproduktion Dombais et fils vertreten. In Stephan Carpiaux’ Drama Les fourmis rouges spielt sie die 16-jährige Halbwaise Alex, die sich isoliert in einem kleinen Dorf in den Ardennen ihrer erwachenden Sexualität bewusst wird. In Laurent Jaouis Dombais et fils war die Aktrice, die unter anderem Charlotte Rampling und Julia Roberts zu ihren Vorbildern zählt, gemeinsam mit Christophe Malavoy zu sehen. Noch im selben Jahr wurde François neben Josée Dayan und Hubert Sauper in die Jury des 19. Europäischen Filmfestivals von Angers berufen. Vier weitere Kinoproduktionen folgten 2008, darunter auch Jean-Paul Salomés Drama Les femmes de l’ombre mit Sophie Marceau, Marie Gillain und Moritz Bleibtreu. Nach zwei vergeblichen Nominierungen erhielt sie 2009 für den Part des heranwachsenden Jugendlichen Fleur in Rémi Bezançons Tragikomödie C’est la vie – So sind wir, so ist das Leben den César als Beste Nachwuchsdarstellerin. Im selben Jahr wurde François mit dem Romy-Schneider-Preis ausgezeichnet.

## Filmografie
- 2005: Das Kind (L’enfant)
- 2006: Das Mädchen, das die Seiten umblättert (La tourneuse de pages)
- 2007: Les fourmis rouges
- 2007: Dombais et fils (Fernsehfilm)
- 2007: Der indische Sommer (L’été indien)
- 2008: Female Agents – Geheimkommando Phoenix (Les femmes de l’ombre)
- 2008: C’est la vie – So sind wir, so ist das Leben (Le Premier jour du reste de ta vie)
- 2009: London Nights (Unmade Beds)
- 2009: Betrüg mich! (Fais-moi plaisir!)
- 2009: Ah, c’était ça la vie ! (Fernsehfilm)
- 2009: My Queen Karo
- 2010: Studentin, 19, sucht... (Mes chères études)
- 2011: Der Mönch (Le moine)
- 2011: Memories Corner
- 2011: Les tribulations d’une caissière
- 2012: Die Abenteuer der kleinen Giraffe Zarafa (Zarafa, Zeichentrickfilm; Synchronstimme)
- 2012: Mademoiselle Populaire (Populaire)
- 2013: An einem Sonntag Anfang Juni (Un beau dimanche)
- 2013: C’est pas de l’amour (Fernsehfilm)
- 2014: Maestro
- 2015: J’ai épousé un inconnu (Fernsehfilm)
- 2016: Fleur de Tonnerre
- 2016: Meine Zeit mit Cézanne (Cézanne et moi)
- 2016: Ma famille t’adore déjà
- 2017: Manon, 20 Jahre (Manon 20 ans, Miniserie, 3 Folgen)
- 2017: Chacun sa vie
- 2017: Loue-moi!
- 2018: L’autre continent
- 2019: Never Grow Old
- 2019: L’État sauvage
- 2020: Der Sanitäter (El practicante)
- 2020: Mit der Kraft des Windes (Les héritières, Fernsehfilm)
- 2021: L’école de la vie (Fernsehserie, 2 Folgen)
- 2021: Sauver Lisa (Fernsehserie, 6 Folgen)
- 2021: Les Particules élémentaires (Fernsehfilm)
- 2021: Le bruit des trousseaux (Fernsehfilm)
- 2022: L’île prisonnière (Fernsehserie, 6 Folgen)
- 2023: Capitaine Marleau (Fernsehserie, Folge 4x09 Héros malgré lui)

## Auszeichnungen
- 2006: César-Nominierung für Das Kind (Beste Nachwuchsdarstellerin)
- 2006: Joseph-Plateau-Preis für Das Kind (Beste belgische Darstellerin)
- 2007: Suzanne-Bianchetti-Preis
- 2007: César-Nominierung für Das Mädchen, das die Seiten umblättert (Beste Nachwuchsdarstellerin)
- 2009: César für C’est la vie – So sind wir, so ist das Leben (Beste Nachwuchsdarstellerin)
- 2009: Romy-Schneider-Preis